# Campo policial de tránsito Amersfoort
Con el nombre oficial de "Campo policial de tránsito Amersfoort" (en alemán Polizeiliches Durchgangslager Amersfoort, PDA), fue creado para la detención temporal de opositores holandeses al nazismo y operó con un sistema similar a Dachau (Alemania), por lo que las muertes se produjeron mediante las torturas, el hambre y el hacinamiento a manos de la policía alemana, ya que nunca intervineron directamente las SS en su funcionamiento.

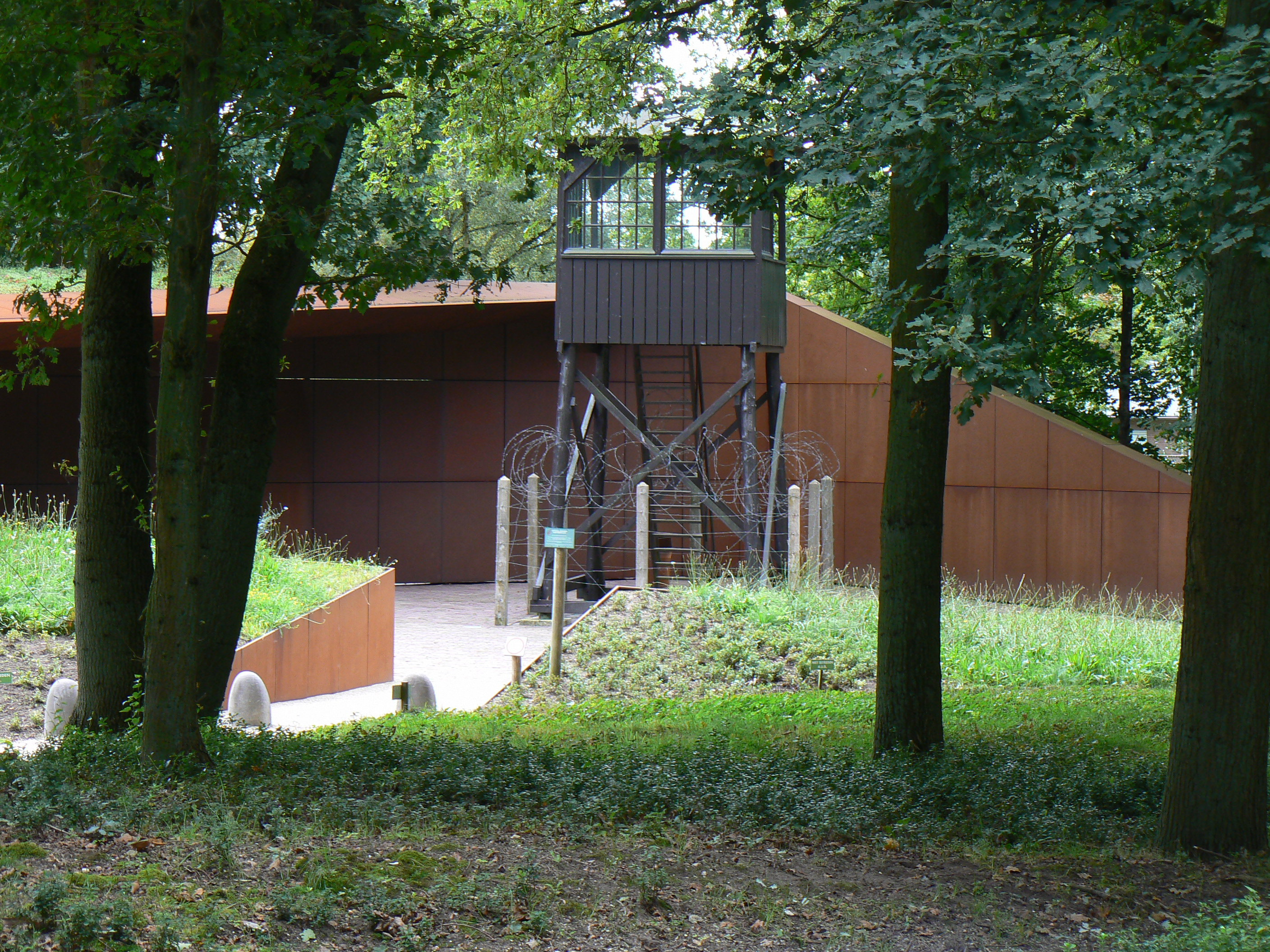
Torre de vigilancia del campo de concentración.

Situado en Leusden, provincia de Utretch (Países Bajos), era un conjunto de antiguos barracones militares holandeses que fueron transformados el 18 de agosto de 1941 en un campo de trabajo y reclusión para más de 35.000 personas, incluidos judíos y testigos de Jehová. Muchas de estas personas fueron trasladadas después a campos de concentración. Cuando se cerró por primera vez el 8 de marzo de 1943, los 8.522 prisioneros que quedaban internados fueron desplazados al campo de Vught (Holanda). Reabierto el 17 de mayo del mismo año, cumplió funciones de campo de tránsito y detención hasta el cierre definitivo el 19 de abril de 1945, fecha en que se entregó junto a unos 500 prisioneros con vida a Loes van Overeem de la Cruz Roja Internacional.

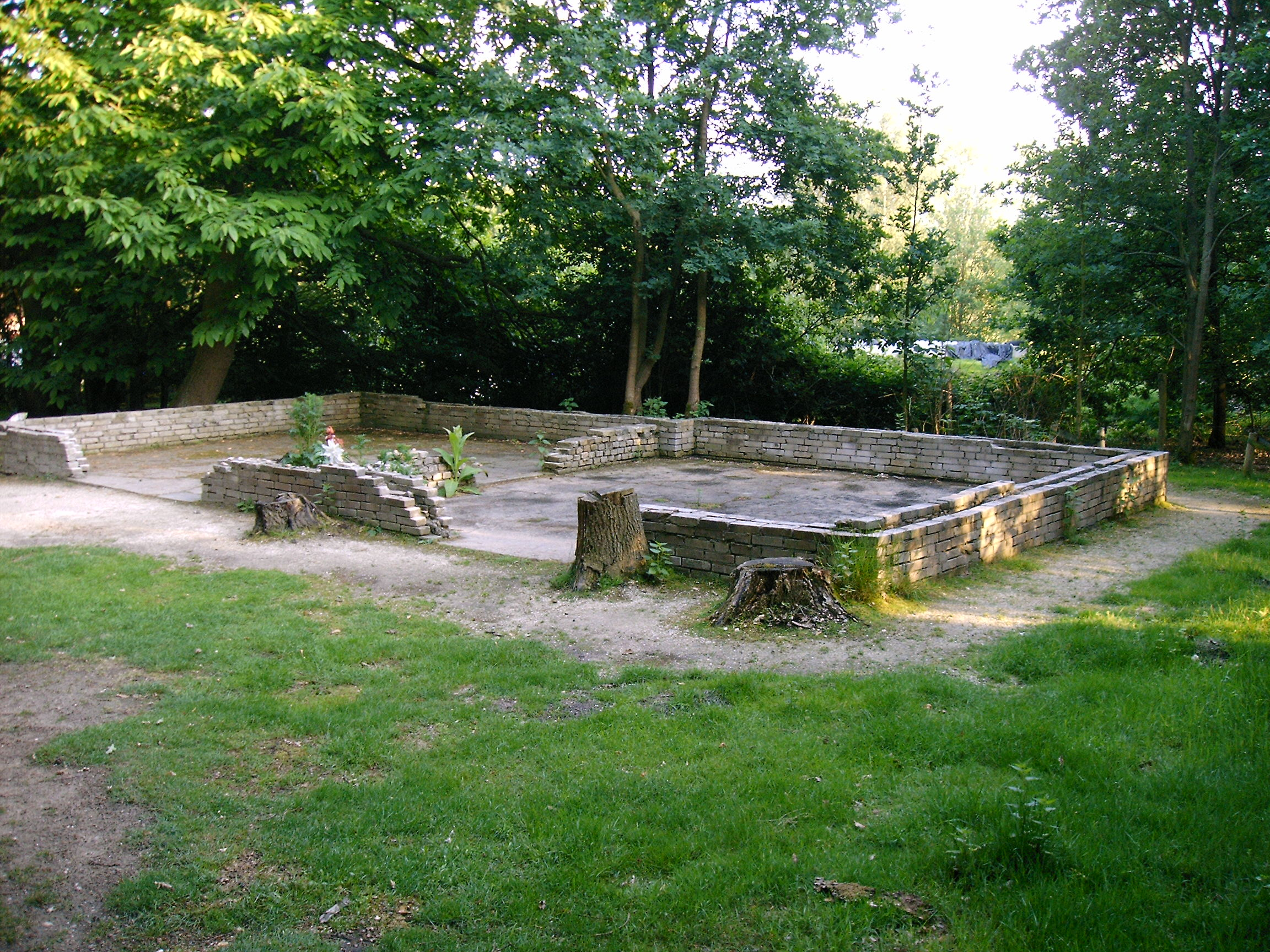
Ruinas del cementerio.

Se estima que un total de 35.000 prisioneros pasaron por sus instalaciones, también prisioneros de guerra estadounidenses y rusos. Murieron 10.000 personas. Sus comandantes fueron Walther Heinrich y Johann Friedrich Stover.

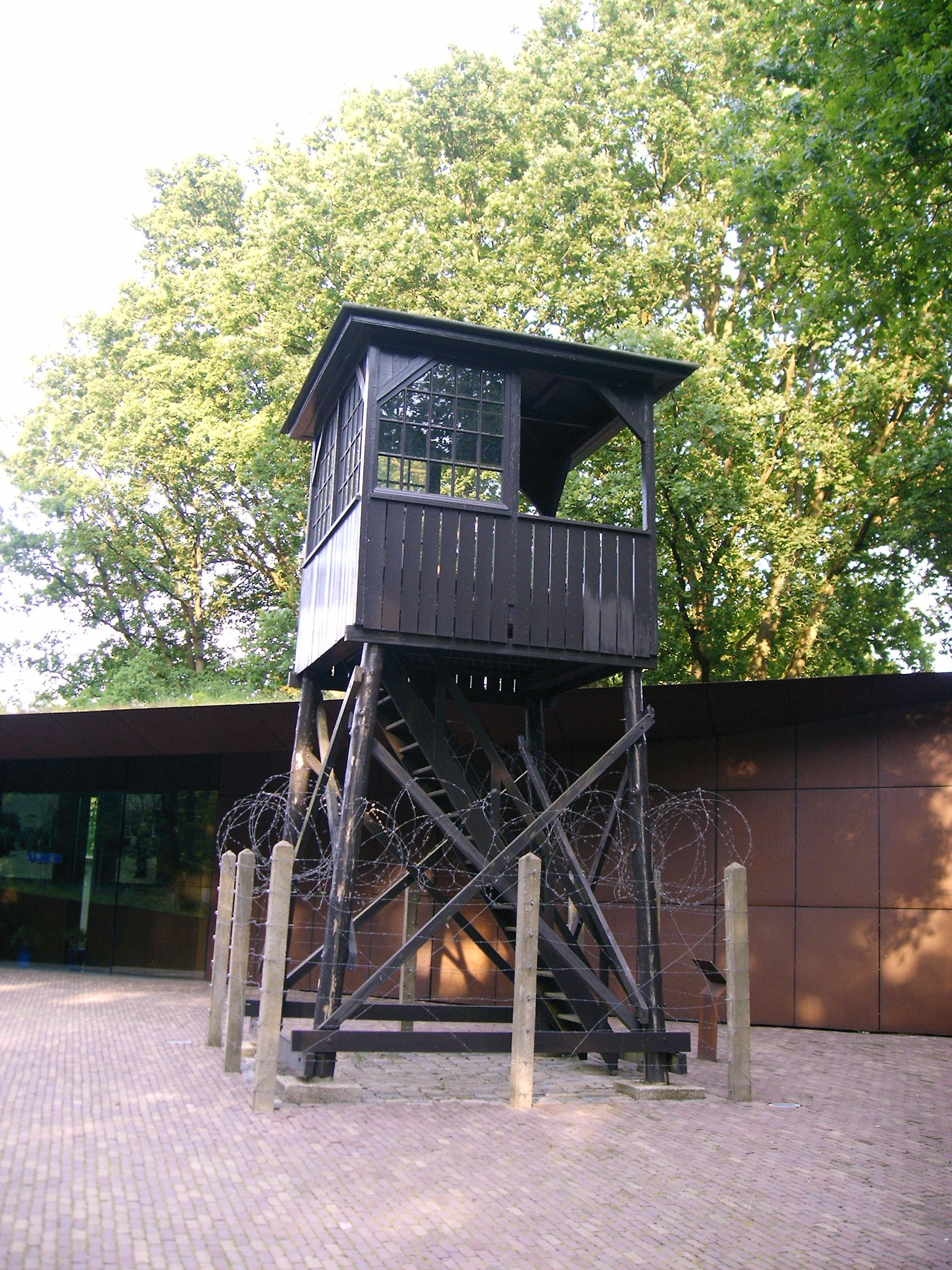
Torre de vigilancia.

La torre de vigilancia, que puede ser vista en el lugar conmemorativo, fue construida en abril o mayo de 1943, cuando terminó la ampliación del campo y los prisioneros pudieron ser realojados allí nuevamente. Los cambios más importantes fueron la mayor 'capacidad de alojamiento' y la 'rotación' más rápida. Continuó la misma falta de higiene, de comida, atención médica, así como la crueldad de los guardias; sin embargo, a diferencia de otros campos, los prisioneros contaron con la presencia de la Cruz Roja danesa. 
El lugar es ahora monumento nacional y acoge diversas ceremonias conmemorativas anuales.